# Phryxe opportuna
Phryxe opportuna là một loài ruồi trong họ Tachinidae.